# Георге Георгіу-Деж
Георге Георгіу-Деж (рум. Gheorghe Gheorghiu-Dej; ур. Георге Георгіу; 8 листопада 1901, Бирлад — 19 березня 1965, Бухарест) — лідер Румунської комуністичної партії з 1948 аж до своєї смерті і президент Народної Республіки Румунії з 21 березня 1961 до 18 березня 1965.

## Біографія
Син бідного робітника. Член Румунської комуністичної партії з 1930.
1933 року разом з Давидом Корнером, Костянтином Донче та іншими членами РКП був засуджений Бухарестським судом за активну участь у страйку залізничників 1933 року. За професією — залізничний електрик. Неодноразово піддавався ув'язненням, пізніше очолив у РКП «тюремну фракцію».
Під час диктатури Антонеску перебував у концтаборі Тиргу-Жиу, звідки, згідно з офіційною біографією, нібито втік у серпні 1944 року разом з групою соратників (пізніше, однак, були опубліковані фотографії звільнених радянськими військами в'язнів, на яких чітко видно як мінімум одного з «втікачів» — Георге Апостола).
Зайняв посаду генерального секретаря ЦК РКП в 1945 році, але отримав повну владу в партії лише в 1952 році, коли йому вдалося зняти з посади Анну Паукер (неофіційного лідера партії в післявоєнний період) і представників «московської фракції».
Стурбований реформами М. Хрущова, він почав проводити політику відносної автономії Румунії в рамках Варшавського блоку. В 1957 році з Румунії були виведені радянські війська. В останні роки свого правління встановив дипломатичні відносини з західними країнами, включаючи США.
З 1965 по 1991 роки місто Лиски Воронезької області називалося Георгіу-Деж. 1965 року була випущена поштова марка СРСР, присвячена Георгіу-Дежу.

## Румунський лідер

### За радянської опіки
Радянський політичний вплив під час Сталіна здійснювався через партійних лідерів на чолі з Георге Георгіу-Дежем. Вплив радянської економіки здійснювався шляхом створення спільних підприємств Sovrom, а румунська економіка була перетворена за зразком радянської планової економічної моделі.
На політичному рівні всі румунські ініціативи мали бути схвалені Сталіним. Георгіу-Деж зманеврував такі  антисемітські тенденції від лідера Кремля в другій половині свого життя, щоб отримання дозволу від партійних лідерів єврейського походження, звинувачених у «космополітизмі». У цій ситуації, Георгіу-Деж базувався Департаменті державної безпеки,, створений радянською підтримкою. Георге Георгіу-Деж ще не міг вважатись антисемітом. Хоча більшість політиків були євреями (на чолі з Паукер), у його власному таборі находився на рівні з євреями, як це було з Георге Марін Гастон. Георгіу-Деж націлився над посиленням контролю над партією і користався націоналізмом та антисемітизмом, щоб виграти симпатії населення.
До смерті Сталін в 1953, Георгіу-Деж не змінював політичну лінію репресій з Москви, репресії, спрямовані на все румунське суспільство.

### Особиста диктатура
Георгіу-Деж стурбували реформи Микити Хрущова та початок процесу десталінізації, який ставив під загрозу посаду глави партії. Він узявся за створення важкої промисловості, ця ініціатива суперечила московським директивам, визначеним Румунії в комуністичному блоці.

## Смерть і політична спадщина
Георге Георгіу-Деж помер в 1965, від раку печінки. Існувало багато чуток про навмисне опромінення комуністичного лідера під час його останнього візиту в Москві через його політику, більш незалежною. Георгій Апостол стверджував, що він був призначений наступником Георге Георгіу-Дежа, і в будь-якому випадку сприймається як таке в 1965 році. Йон Георге Маурер, який розробив ворожість по відношенню до Апостола, переконався, що він був позбавлений можливості отримання влади, згуртувавши навколо партійного керівництва Ніколае Чаушеску — протеже Георгіу-Дежа, і фігура вторинна значення в той час. Вищого рангу радянського блоку розвідки перебіжчик генерал-лейтенант Йон Міхай Пачепа навів аргумент теорії випромінювання Дежа, відтворюючи заявки Ніколае Чаушеску, котрі інформували його про «десяти міжнародних лідерів котрих Кремль вбив або намагалися вбити». Георгіу-Деж був одним з них.

## Увічнення пам'яті Георгіу-Дежа
Смерть Георгіу-Дежа привела до боротьби між потенційними спадкоємцями, серед яких були Ківу Стойка, Георгій Апостол, Іон Георге Маурер та Ніколає Чаушеску (останній переміг у цій боротьбі).
Георгіу-Деж був похований в мавзолеї в Ліберті-парк в Бухаресті. У 1990 році після румунської революції, його тіло було ексгумовано і перепоховано в міському цвинтарі. Політехнічний інститут у Бухаресті, перейменований в політехнічний інститут «Георге Георгіу-Деж» Бухарест на його честь, тепер відомий як Політехнічний університет Бухареста. Крім того, місто Onesti було колись названо Георге Георгіу-Деж.
Георгіу-Деж був одружений з Марією Олексіївною і у них було дві дочки: Васіліке (1928-1987) і Костянтина (р. 1931).

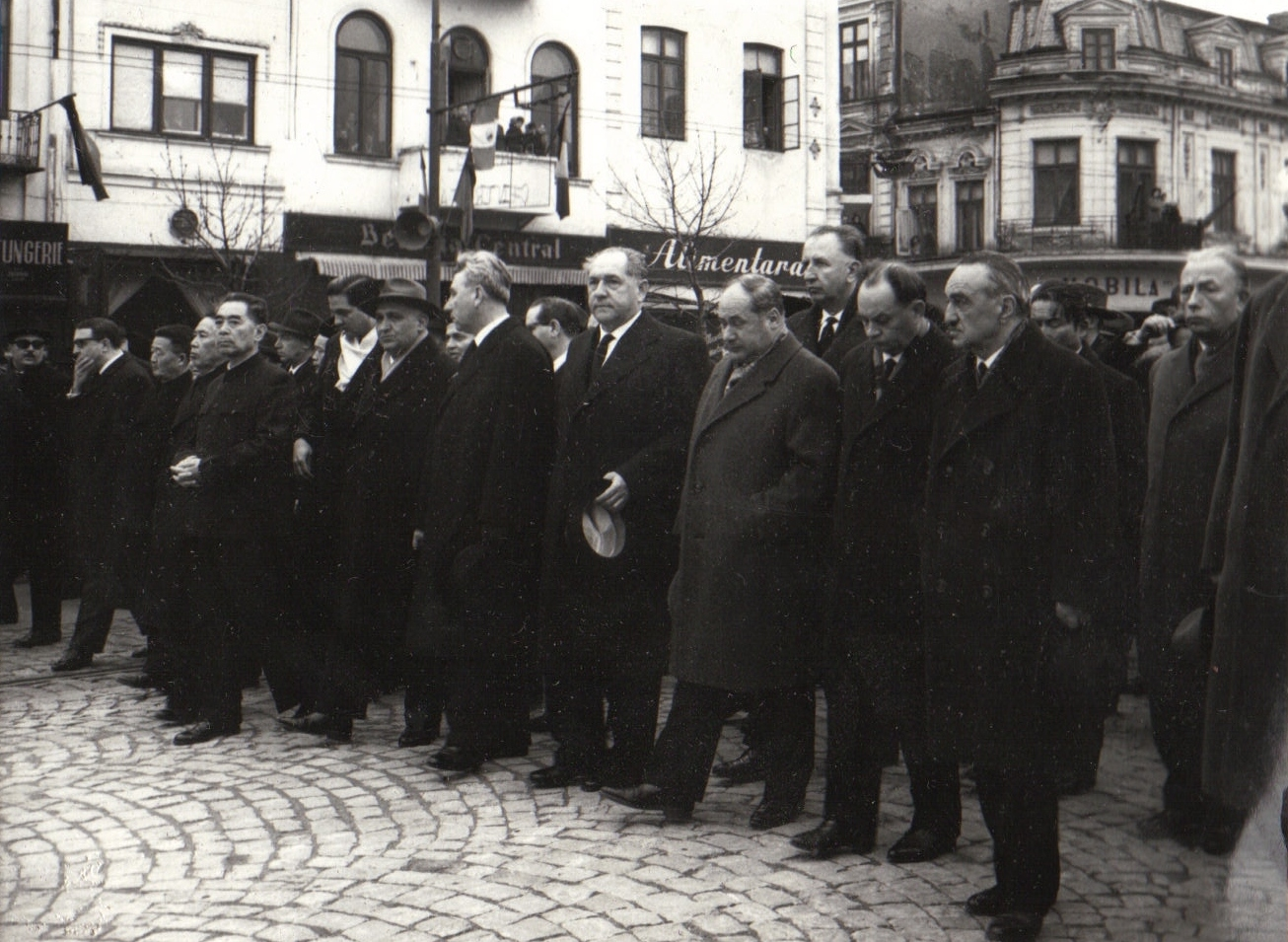
На його похороні

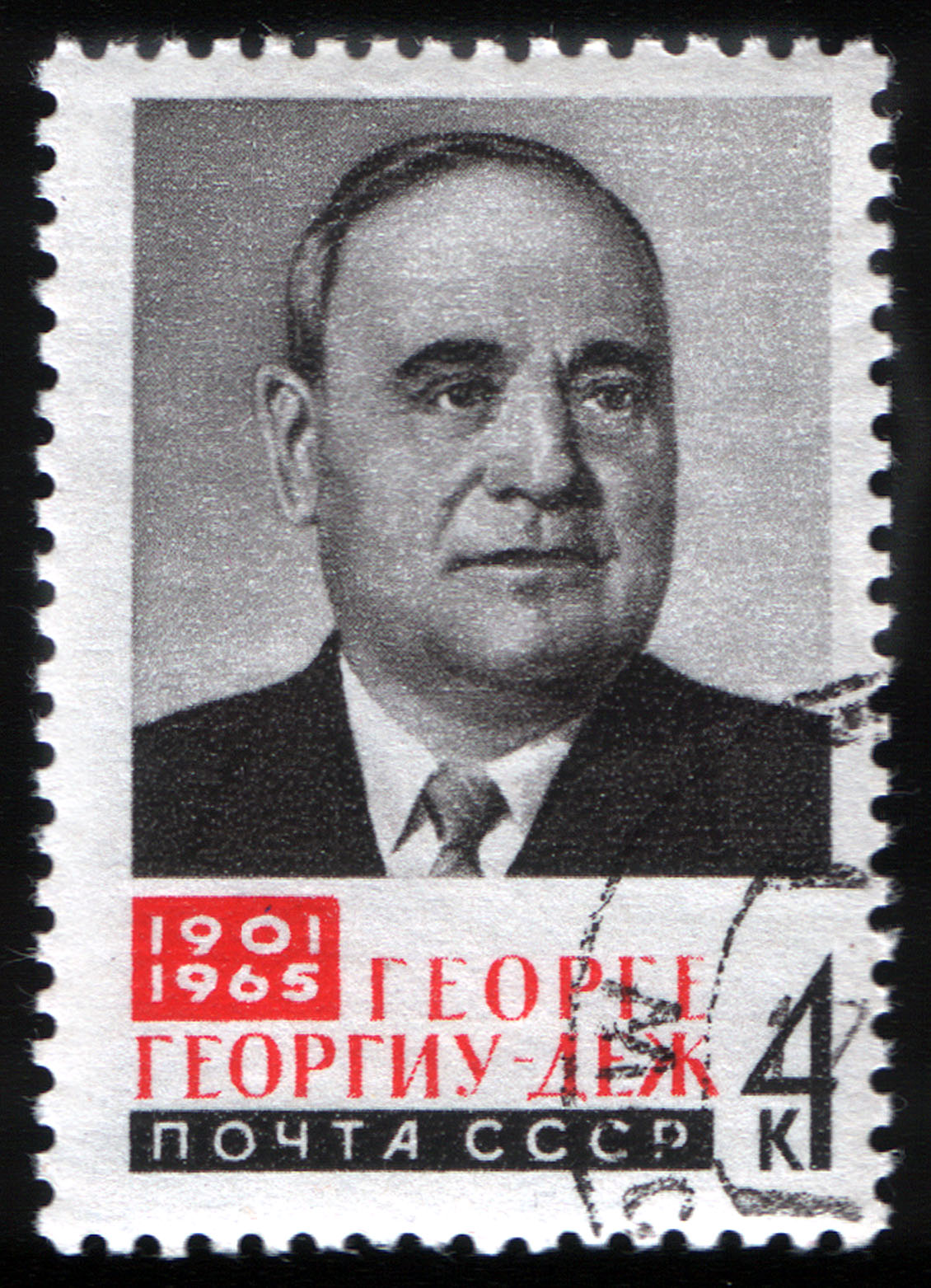
Поштова марка СРСР присвячена Г. Георгіу-Деж, 1965, 4 копійки

## Примітка
1. Johanna Granville, "Early Roots of Romania's Independence", East European Quarterly, vol. XLII, no. 4 (Winter 2008), pp. 365–404.
2. Kremlin’s Killing Ways[недоступне посилання з липня 2019] - de Ion Mihai Pacepa, National Review Online, 28 decembrie 2006

- (рум.) cu Gheorghe Gheorghiu Dej la parada de 23 august 1964[недоступне посилання з липня 2019]
- (рум.) Viața lui Gheorghe Gheorghiu-Dej în imagini. De la tinerețe până la bătrânețe. I[недоступне посилання з липня 2019], II[недоступне посилання з липня 2019]
- (рум.) Cum a ajuns Dejul nume de dictator[недоступне посилання з липня 2019], 15 octombrie 2010, Monika Krajnik, Adevărul
- (рум.) Gheorghiu-Dej: "Adio, Moscova!", 11 Martie 2007, Evenimentul zilei

## Період Деж
- (рум.) Crimele lui Gheorghiu-Dej, 22 septembrie 2007, Christian Levant, Adevărul
- (рум.) Dej, Ceaușescu și stalinismul național (I)[недоступне посилання], 18 martie 2005, Vladimir Tismăneanu, Jurnalul Național
- (рум.) Dej, Ceaușescu și stalinismul național (II)[недоступне посилання], 25 martie 2005, Vladimir Tismăneanu, Jurnalul Național
- (рум.) Dej, Ceaușescu și stalinismul național (III)[недоступне посилання], 1 aprilie 2005, Vladimir Tismăneanu, Jurnalul Național
- (рум.)Gheorghiu-Dej, Ceaușescu și stalinismul național (IV)[недоступне посилання], 15 aprilie 2005, Vladimir Tismăneanu, Jurnalul Național
- (рум.) „Beneficiile” dictaturii: Cum au ajuns românii “acolo unde altă dată ajungeau doar boierii” [Архівовано 4 липня 2010 у Wayback Machine.], 25 Aprilie 2010, Vlad Stoicescu, Evenimentul zilei